# Den danske Gradmaaling
Den danske Gradmaaling var en statsvirksomhed, som udførte gradmålinger, dvs. grundlæggende geodætiske arbejder med nivellement, astronomiske bredde- og længdebestemmelser og indmåling af triangulationsnet. Den blev oprettet i 1816 på initiativ af Heinrich Christian Schumacher, som også var virksomhedens første direktør. Hans plan var at udføre to gradmålinger, dels en nord-sydlig mellem Elben og Skagen, dels en øst-vestlig mellem København og den jyske vestkyst.
Vha. en basislinje (en:Braak Base Line) ved Lauenborg uden for Hamborg og triangulationer derfra førtes den nord-sydlige linje 1817-23 frem til Als. Arbejdet lå nu stille til 1837, hvor den øst-vestlige linje ud fra en basislinje på Amager førtes over Sjælland, Fyn og Samsø til Jyllands østkyst, og derfra mod syd til Als. En anden række af triangulationer førtes fra København og ned over Sjælland og Lolland, over Østersøen til Femern og herfra mod vest til Lauenborg.
Schumacher efterfulgtes som direktør af Carl Christopher Georg Andræ, som i 1863 udførte en længdebestemmelse mellem København og Altona og færdiggjorde Schumachers nord-syd linje med triangulationer fra Samsø til Skagen. Schumacher nåede ikke før sin død at bearbejde det store materiale, han havde opmålt, og det blev i stedet Andræ, som publicerede både Schumachers og sine egne resultater i et firebindsværk, Den danske Gradmaaling, udgivet i årene 1867, 1872, 1878 og 1884. Heri fastlagdes parametrene for en dansk omdrejningsellipsoide, med jordradius ved ækvator sat til 6.377.019 meter og fladtrykning sat til 1/300. Desuden oprettedes et 1. ordens triangulationsnet Arkiveret 21. februar 2015 hos  Wayback Machine, som kunne danne udgangspunkt for et mere finmasket net af fikspunkter.
I 1884 efterfulgtes Andræ som direktør af general Georg Zachariae, som 1885-1904 gennemførte det sidste manglende hovedpunkt i Danmarks gradmåling, nemlig et hovednivellement til fastlæggelse af et dansk referenceniveau, Dansk Normal Nul, som er en præcis bestemmelse af havniveauet over hele landet. Dette omfattede bl.a. installering af ti selvregistrerende vandstandsmålere i forskellige danske havne og at man vha. hydraulik førte vandstandsmålinger over sunde og bælter.
Som et dansk bidrag til bestemmelse af jordens uregelmæssige geoide-form udførtes 1890-1906 et stort antal bestemmelser af lodafvigelser samt pendulmålinger til fastlæggelse af tyngdeværdien.
Den Danske Gradmaaling havde det meste af sin tid kun ganske få ansatte, men lånte til gengæld til feltopgaver officerer fra militæret.
Den danske Gradmaaling havde i et vist omfang også produceret topografiske kort over dele af Danmark, specielt i Holsten i perioden 1822-41, men i 1842 overgik disse aktiviteter til den nyoprettede Generalstabens topografiske Afdeling, som med udgangspunkt i de indmålte fikspunkter påbegyndte en detaljeret topografisk opmåling af landet, som bl.a. resulterede i de mere end 800 målebordsblade i målestok 1:20.000.
I 1928 samledes Den danske Gradmaaling og Generalstabens topografiske Afdeling i Geodætisk Institut, som fra 1989 indgik i Kort & Matrikelstyrelsen. I 2013 skiftedes der navn til Geodatastyrelsen, som i 2016 blev splittet op i to, Styrelsen for Dataforsyning og Effektivisering (SDFE) og Geodatastyrelsen (GST). Det geodætiske opmålings- og databehandlingsansvar for den landbaserede geodæsi, ligger i høj grad hos SDFE, mens GST, blandt andet, er ansvarlig for søopmåling og kortlægning deraf.

## Direktører
- 1816-1850: Heinrich Christian Schumacher
- 1853-1884: Carl Christopher Georg Andræ
- 1884-1907: Georg Zachariae
- 1907-1923: F.A. Buchwald (1874-1923)[6]
- 1923-1928: N.E. Nørlund (fortsatte som direktør for Geodætisk Institut)